# MPS 1500 C
Der MPS 1500 C war ein 9-Nadel-Drucker der Firma Commodore. Er verfügte über einen Einzelblatt- wie auch über einen Endlospapiereinzug. Der Einzelblattführer war optional. 
Angeschlossen wurde das Gerät über eine Centronics-Schnittstelle, zum Anschluss an ein Gerät mit IEC-Schnittstelle war ein Adapter erforderlich.
Die Druckgeschwindigkeit betrug 120 Zeichen/Sekunde bei zehn Zeilen/Zoll im Entwurfs- und 25 Zeichen im Standard-Modus. Die Auflösung betrug 9×5+4 Punkte im Entwurfs- und 18×9 Punkte im Standard-Modus. Es konnten pro Zoll 10 bis 24 Zeilen gedruckt werden.
Der Drucker wurde für Commodore vom italienischen Büromaschinenhersteller Olivetti hergestellt und hatte dort die Typenbezeichnung DM-105.